# Бейтс, Джин
Джин Бейтс (англ. Gene Bates; род. 4 июля 1981, Стерлинг, Центральный регион) — австралийский шоссейный велогонщик.

## Карьера
В 2003 году Бейтс стал чемпионом Австралии в групповой гонке среди юношей до 23 лет и в конце сезона присоединился к команде Crédit Agricole в качестве стажёра. Это не привело к заключению профессионального контракта, поэтому в следующем году он также был стажером в команде Saeco.
Свою профессиональную карьеру начал в 2006 году в итальянской команде LPR Brakes. На Туре Даун Андер 2006 года занял 5-е место в общем зачёте. Также показал хорошие результаты на Туре Лангкави, заняв второе место после Лорана Мангеля. Стартовал но не смог финишировать на Париж — Рубе. Затем выступал за команду Drapac-Porsche, контракт с которой не был продлён 2010 году и он присоединился к любительской команде Corsa Lightsview.
После окончания профессиональной карьеры в 2011 году работал помощником менеджера команды Jayco-AIS. Был назначен главным тренером по велоспорту с конца 2011 по 2013 год в Тасманском институте спорта, а в 2012 и 2013 годах был тренером по выносливости юношеской сборной Австралии по трековому велоспорту.
В начале 2014 года женская команда Orica-AIS наняла Джина Бейтса в качестве своего спортивного директороа, поскольку спортивный директор-основатель команды Дэвид МакПартланд занял аналогичную должность в мужской команде Orica GreenEDGE. В 2017 году стал спортивным директоров и в мужской команде, сменившей к тому времени своё название на Orica-Scott.
13 мая 2021 года во время шестого этапа Джиро д’Италия находясь за рулём технички в качестве спортивного директора сбил бельгийского гонщика Deceuninck-Quick Step Питера Серри. В результате этого Бейтс решением комиссаров был снят с гонки.

## Достижения
2003
 Чемпионат Австралии — групповая гонка U23
Джирро двух провинций
2-й этап Linz-Passau-Budweis
2004
Парма — Специя
3-й на Трофей Маттеотти U23
2005
Пиккола Сан-Ремо
2-й на Джиро дель Бельведере
2-й на Коппа делла Пейс
3-й на Трофео ЗСШДИ
2006
3-й на Гран Пьемонте
2007
2-й на Гран-при Индустрии дель Мармо
2009
3-й на Халле — Ингойгем

## Рейтинги
| Год                 | 2009  |
| ------------------- | ----- |
| Европейский тур UCI | 479-й |
| Океанский тур UCI   | 55-й  |
|                     |       |
| Источник: UCI       |       |